# Pedro Florimón, Jr.
Pedro Alexander Florimón, Jr. (nacido el 10 de diciembre de 1986 en La Romana) es un shortstop dominicano de Grandes Ligas que se encuentra actualmente en la organización de los pirates  de pittsburgh  
En la página web Scout.com se dijo que Florimón tiene problemas para batear los lanzamientos rompientes, y que a menudo se ve "perdido en el plato". Sin embargo, también afirmó que tiene "una impresionante disciplina en el plato, si todo lo que ve son rectas". Scout.com también escribió que Florimón no tiene mucho poder, pero también dijo que podría cambiar con la edad. Además lo describió como un "buen corredor".

## Carrera

### Baltimore Orioles
Florimón fue firmado por los Orioles como amateur el 18 de junio de 2004. Jugó en la Dominican Summer League en 2004 y 2005. En 2006, jugó para el equipo de novatos Bluefield Orioles, y para el equipo Clase-A de temporada corta Aberdeen IronBirds. Con Bluefield, bateó para .333 con 23 carreras, 40 hits, 6 dobles, 1 triple, 1 jonrón, 8 impulsadas, y 7 bases robadas en 33 partidos. Lideró a Bluefields en bases robadas, y fue atrapado robando en 6 ocasiones; y fue segundo en bases por bolas (28), y promedio de bateo. Con IronBirds, bateó para .248 con 13 carreras, 26 hits, 4 dobles, 1 triple, y 5 remolcadas en 26 partidos. En 2007, pasó toda la temporada con en Clase-A con Delmarva Shorebirds y bateó .197 con 50 carreras, 73 hits, 14 dobles, 1 triple, 4 jonrones, 34 carreras impulsadas, y 16 bases robadas en 111 juegos. La temporada siguiente, Florimón volvió a jugar en Clase-A para Delmarva Shorebirds. En 81 partidos, bateó para .223 con 28 cuadrangulares, 60 hits, 18 dobles, 1 triple, 19 impulsadas y 13 bases robadas. En 2009, pasó la mayor parte de la temporada con el equipo Clase-A avanzada Frederick Keys de la Carolina League, sin embargo, pasó parte de la temporada en Double-A con los Bowie Baysox de la Eastern League. Con los Frederick Keys, bateó para .267 con 76 carreras, 115 hits, 32 dobles, 5 triples, 9 jonrones, 68 remolcadas y 26 bases robadas en 115 partidos. En el equipo, fue el primero en triples; el segundo en carreras anotadas, bases robadas, atrapado robando (9); y fue tercero en carreras impulsadas y bases por bolas (42). Florimón fue seleccionado para el juego de estrellas de mediados de temporada de la Carolina League. Además fue seleccionado Jugador de la Semana de la Carolina League para la semana del 17 al 23 de agosto. Florimón jugó 7 partidos con los Baysox, y bateó para .091 con dos hits, y una impulsada. El 19 de noviembre, Florimón fue colocado en el roster de 40 jugadores de los Orioles después de que su contrato fuera adquirido. Fue recontratado por los Orioles el 9 de marzo. Pasó los entrenamientos de primavera con los Orioles hasta el 26 de marzo, cuando fue asignado a Doble-A con Bowie Baysox. Florimón comenzó la temporada 2010 con Bowie Baysox. El 26 de mayo, fue colocado en la lista de lesionados de siete días.

### Minnesota Twins
El 5 de diciembre de 2011, fue reclamado en la lista de waivers por los Mellizos de Minnesota.

## Trivia
- Su jugador favorito de Grandes Ligas es Omar Vizquel y entreno con Juan Agustín García beras en la romana R.D.[10]